# Los hombres que caminan sobre la cola del tigre
Los hombres que caminan sobre la cola del tigre (虎の尾を踏む男達 Tora no o wo fumu otokotachi?) es un mediometraje japonés escrito y dirigido por Akira Kurosawa en 1945. Basada en la obra kabuki Kanjinchō, a su vez está basada en la obra Noh Ataka, se trata de la única ocasión en que Kurosawa adaptó una obra kabuki. Está protagonizada por Hanshiro Iwai, Susumu Fujita, Kenichi Enomoto, y Denjiro Okochi.

## Sinopsis
Ambientada en el Japón medieval del siglo XII, la trama se centra en la fuga del samurái Minamoto no Yoshitsune, quien había sido general del clan Minamoto a finales del Período Heian. Este huye de su hermano mayor Minamoto no Yoritomo, quien es el actual shogun de Japón. Debido a una conspiración Yoshitsune es perseguido por su hermano, que tiene la intención de asesinarlo. Sin embargo cuenta con el apoyo de un pequeño grupo de seguidores decididos a protegerlo.  
Para poder atravesar un bosque el samurái junto a sus seguidores, seis guardaespaldas y un porteador, deciden disfrazarse de monjes budistas. De este modo tratan de engañar a los guardias de la frontera para poder proseguir su camino, ponerse a salvo, y reunir fuerzas para poder restaurar la situación anterior.

## Reparto
- Denjirô Ôkôchi - Benkei
- Susumu Fujita - Togashi
- Kenichi Enomoto - Porteador
- Masayuki Mori - Kamei
- Takashi Shimura - Kataoka
- Akitake Kôno - Ise
- Yoshio Kosugi - Suruga
- Hanshirô Iwai - Yoshitsune
- Dekao Yokoo - Hidachibo
- Yasuo Hisamatsu - Emisario de Kajiwara
- Sôji Kiyokawa - Emisario de Togashi

## Producción
Filmada en blanco y negro la película tiene una duración, según la versión, de 58 o 60 minutos. Aunque inicialmente la película estuvo prohibida por las fuerzas de ocupación aliadas, a causa de la ostentación que hace de los valores feudales, tras la firma del Tratado de San Francisco (1952) se autorizó su exhibición.